# Chilling Adventures of Sabrina
Chilling Adventures of Sabrina es un comic book estadounidense publicado por Archie Horror, una publicación de Archie Comics que comenzó en 2014 centrándose en Sabrina Spellman durante su adolescencia en la década de 1960. Está escrito por Roberto Aguirre-Sacasa, con dibujos de Robert Hack, y está inspirado en las apariciones de Sabrina en la otra serie de Archie de Aguirre-Sacasa: Afterlife with Archie.

## Historial de publicación
Debido a la recepción positiva del número 6 de Afterlife with Archie, que se centró en Sabrina, se anunció una serie en solitario protagonizada por ella en junio de 2014. Fue lanzado en octubre de 2014. La serie estuvo seis meses en hiato antes de regresar en abril de 2015 con el número 2 bajo la nueva huella Archie Horror que comparte con su serie compañera, Afterlife with Archie.
Aunque las dos series comparten varios personajes, cada uno está en su propia realidad y no están directamente relacionados entre sí.

## Arcos de la historia
Volume 1: El crisol (números 1 - 5)
Establecido durante la década de los 60s, Sabrina vive con sus tías, Hilda, y Zelda, así como con su primo Ambrose, en la ciudad de Greendale. Cerca de su decimosexto cumpleaños debe elegir entre quedarse bruja o convertirse en mortal para siempre. Madame Satán, una antigua novia de su difunto padre, ha regresado del infierno y quiere vengarse de la familia Spellman.
Volume 2: Ese maldito gato/Guerra de Brujas (números 6 - )
Los eventos del primer arco han llegado a un punto crítico. El padre de Sabrina, Edward Spellman, está de regreso entre los seres vivos que habita en el cuerpo de Harvey Kinkle. Con el plan maestro de Madame Satán finalmente revelado, ¿las tías de Sabrina podrán mantener a Sabrina a salvo y hasta qué punto harán para protegerla?

## Lista de personajes

### Personajes principales
- Sabrina Spellman es una bruja adolescente que vive en la ciudad de Greendale con sus tías y su primo Ambrose. Cuando tenía un año fue llevada por sus tías a vivir con ellas, no tiene memoria de su madre y no ha visto a su padre desde la edad de seis años. Ella está saliendo con Harvey Kinkle quien no sabe que ella es una bruja.[3][7]
- Hilda Spellman es la tía y cuidadora de Sabrina, hermana de Zelda y Edward.
- Zelda Spellman es la tía y cuidadora de Sabrina, hermana de Hilda y Edward.
- Madam Satán, antes conocida como Lola, era la novia de Edward Spellman antes de que rompiera con ella por Diana. Con el corazón destrozado por haber elegido a una mortal por encima de ella, se suicida arrojándose con los leones del zoológico, donde la devoraron viva. Sin embargo, se encuentra en los pozos de Gehenna, un lugar reservado en el círculo del infierno para los suicidios, donde permaneció sin rostro hasta que dos brujas de Riverdale la liberaron. Después de obtener una nueva cara, quema a Edward que quedó atrapado en un árbol y despeja la mente de Diana por venganza. Luego se dirige a Greendale, donde se instala bajo el alias de Evangeline Porter, una maestra de Baxter Senior High School para poder monitorear a Sabrina.[3]
- Ambrose es el primo de Sabrina del Viejo País y también un brujo. Él viene a vivir con Sabrina y sus tías después de ser revelado como una brujo de donde era. Él tiene dos serpientes llamadas Nag y Nagaina que en realidad son humanos que se convirtieron en serpientes como castigo por tratar de asesinar a la novia de su padre.
- Harvey Kinkle es el novio de Sabrina que asiste a Baxter Senior High School con Sabrina. Él no sabe que Sabrina y sus tías son brujas. Él también juega para el equipo de fútbol de la escuela. Más tarde sería asesinado por el consejo de brujas. Su cuerpo fue resucitado más tarde, pero en lugar de Harvey, el alma paterna de Sabrina tomó el cuerpo de Harvey. Sabrina no sabe que su padre ahora es Harvey.
- Salem es el gato de Sabrina y su familiar. Él es en realidad un humano llamado Samuel que fue convertido en un gato como castigo por las brujas de Salem, Massachusetts después de haber embarazado a una bruja (sin saber que era una bruja) llamada Abigail y de negarse a casarse con ella. En algún momento como un gato, intentó promulgar el Libro de Apocalipsis.

### Otros personajes
- Edward Theodore Spellman es un brujo que es el padre de Sabrina y hermano de Hilda y Zelda. Estaba casado con Diana Sawyer, una mortal, quien rompió la ley de brujas para casarse. En algún momento alrededor del sexto cumpleaños de Sabrina estuvo atrapado en un árbol. Cuando Madame Satán lo encontró atrapado en el árbol, ella comenzó a resucitarlo antes de decidir invocar el fuego del infierno sobre el árbol que lo quemaba matando a Edward. Edward luego regresó debido a Madame Satán, Betty, Veronica, y Sabrina tratando de devolverle la vida a Harvey.[8]
- Diana Sawyer es la madre de Sabrina que fue enviada a la Clínica Hearthstone para enfermos mentales después de que su esposo Edward, se volviera loco cuando ella se negó a entregar a su hija a sus hermanas. Ella finalmente recupera la cordura después de recibir la claridad de Madame Satán. Sin embargo, Madame Satán se aseguró de que nunca fuera capaz de convencer a los médicos para que la dejaran ir de la clínica.[8]
- Rosalind "Roz" es estudiante de Baxter Senior High School.

Betty Cooper y Veronica Lodge hacen apariciones menores en la edición #2 (April 2015) como brujas jóvenes de Riverdale que estaban tratando de convocar a un súcubo para ayudarles a resolver una rivalidad de sangre sino accidentalmente convocaron a Madame Satán de Gehenna. Vuelven en el número 4 como parte de un grupo de búsqueda liderado por Riverdale High después de que Harvey Kinkle desaparece.

## Recepción
Los primeros dos números se agotaron. Comic Book Resources lo llamó "un pequeño subtítulo de horror sorprendentemente exitoso" y "Aguirre-Sacasa y Hack han creado un comic de terror que funcionaría bien incluso si no estuviera vinculado a la icónica 'Sabrina'." Mientras que The Mary Sue dijo que era "un refrescante cambio de ritmo para una historia que todos creemos que ya sabemos." IGN le dio al primer número un 8.9 de 10 calificándolo como "algo que los fanáticos de Afterlife y el horror en general querrán más al final de la edición." Comics Alliance lo llamó "un logro bastante increíble" y dijo que "en un momento en el que estamos recibiendo fantásticos cómics de terror en las gradas, Sabrina podría ser la mejor del grupo."

## Serie de televisión
En septiembre de 2017, se informó que una serie de televisión de acción en vivo, The Chilling Adventures of Sabrina, estaba siendo desarrollada para The CW por Warner Bros. Television y Berlanti Productions, con un lanzamiento previsto para 2018 y 2019. La serie sería una producción cercana a Riverdale. Lee Toland Krieger dirigió el piloto, que será escrito por Roberto Aguirre-Sacasa. Ambos son productores ejecutivos junto con Greg Berlanti, Sarah Schechter, y Jon Goldwater. En diciembre de 2017, el proyecto se trasladó a Netflix bajo un nuevo título sin confirmar. El servicio de streaming ha ordenado dos temporadas, que comprenden diez episodios cada una. La filmación de la primera temporada comenzará el 19 de marzo de 2018. Se espera que se filme la segunda temporada tras finalizar la primera temporada.
En enero de 2018, se anunció que Kiernan Shipka fue elegida para desempeñar el papel principal de Sabrina Spellman, y el presidente de CW, Mark Pedowitz, señaló que, "por el momento, no hay discusión sobre un crossover" con Riverdale. En febrero de 2018, se anunció que Jaz Sinclair interpretaría a Rosalind Walker, Michelle Gomez como Mary Wardell / Madam Satan, Chance Perdomo a Ambrose Spellman, Lucy Davis representaría a Hilda Spellman, Miranda Otto como Zelda Spellman, y Richard Coyle como el padre Blackwood. Ross Lynch fue elegido para interpretar a Harvey Kinkle, y Tati Gabrielle como Prudence. Salem Saberhagen aparecerá en la serie.